# Präsidium des 20. Deutschen Bundestages
Das Präsidium des 20. Deutschen Bundestages bestand aus der Bundestagspräsidentin Bärbel Bas (SPD) sowie den fünf Stellvertretern Aydan Özoğuz (SPD), Yvonne Magwas (CDU), Katrin Göring-Eckardt (Bündnis 90/Die Grünen), Wolfgang Kubicki (FDP) und Petra Pau (Die Linke). Bis zu ihrem Ausscheiden am 8. Dezember 2021 gehörte Claudia Roth (Bündnis 90/Die Grünen) als Bundestagsvizepräsidentin dem Präsidium an. Am 9. Dezember 2021 wurde Göring-Eckardt als ihre Nachfolgerin gewählt.

## Aufgaben
Die Geschäftsordnung des Deutschen Bundestages beschreibt die Aufgabe wie folgt: „Der Präsident vertritt den Bundestag und regelt seine Geschäfte. Er wahrt die Würde und die Rechte des Bundestages, fördert seine Arbeiten, leitet die Verhandlungen gerecht und unparteiisch und wahrt die Ordnung im Hause.“ Ist der Präsident verhindert, vertritt ihn einer seiner Stellvertreter aus der zweitstärksten Fraktion. (§ 7 GO-BT).
Protokollarisch bekleidet der Bundestagspräsident nach dem Bundespräsidenten das zweithöchste Amt im Staat.

## Mitglieder
Bärbel Bas (SPD) wurde in der konstituierenden Sitzung des 20. Deutschen Bundestags am 26. Oktober 2021 zur Bundestagspräsidentin gewählt.
Als Stellvertreter wurden Aydan Özoğuz (SPD), Yvonne Magwas (CDU), Katrin Göring-Eckardt (Bündnis 90/Die Grünen), Wolfgang Kubicki (FDP) und Petra Pau (Die Linke). Bis zu ihrem Ausscheiden am 8. Dezember 2021 gehörte Claudia Roth (Bündnis 90/Die Grünen) als Stellvertreterin dem Präsidium an; am 9. Dezember 2021 wurde Göring-Eckardt als ihre Nachfolgerin gewählt.

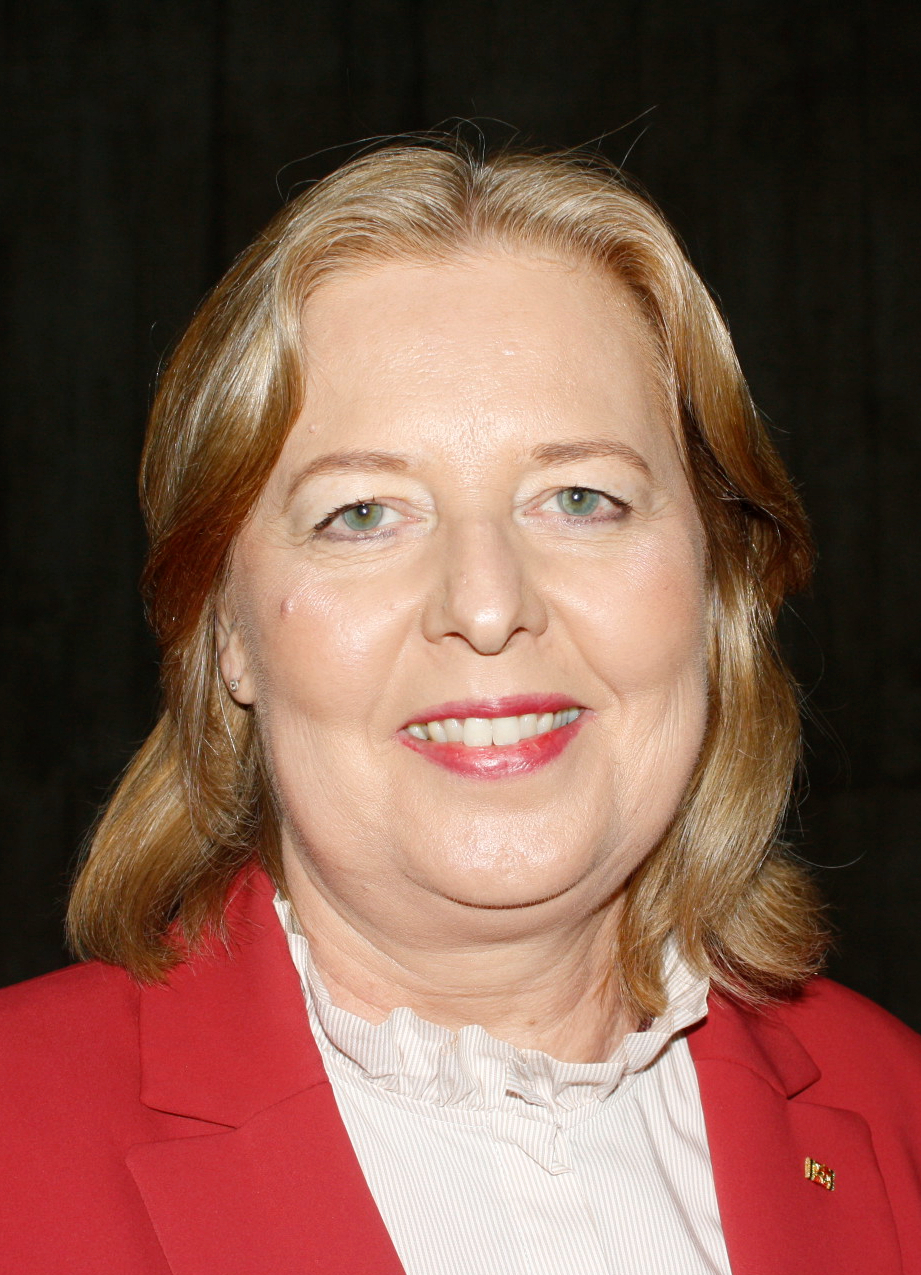
Bärbel Bas (SPD) Bundestagspräsidentin
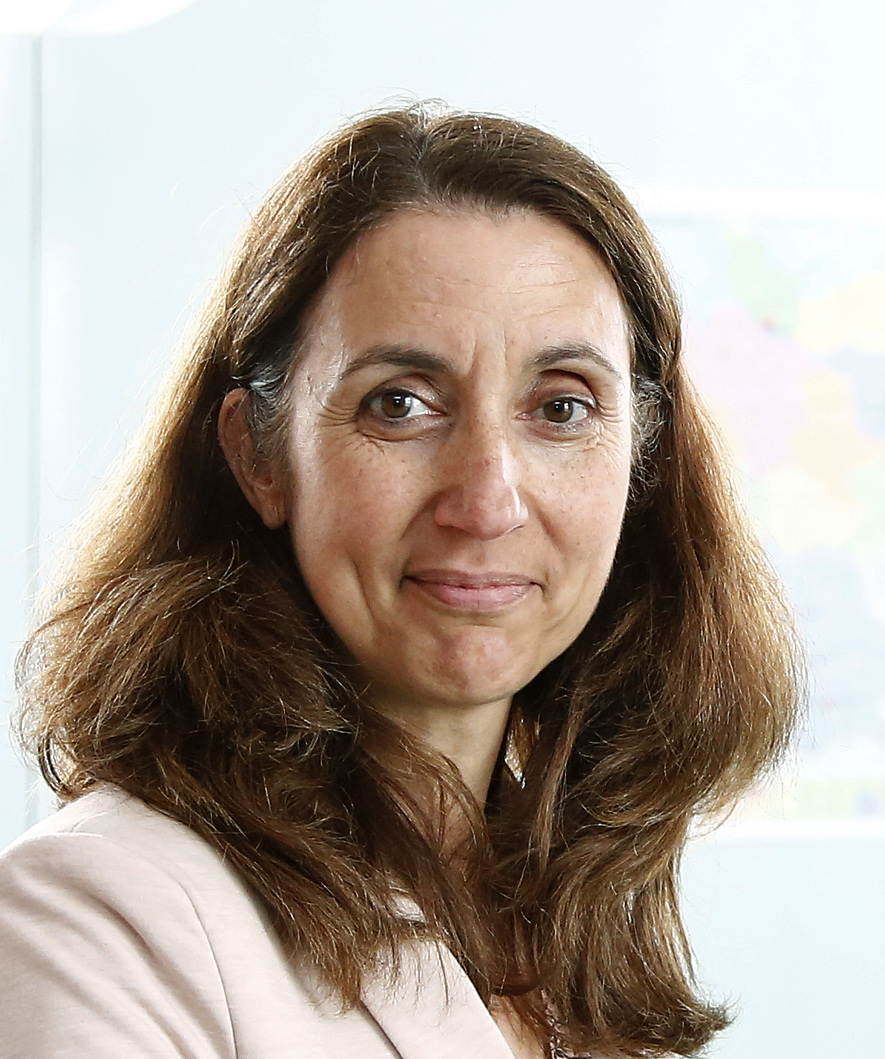
Aydan Özoğuz (SPD) Bundestagsvizepräsidentin
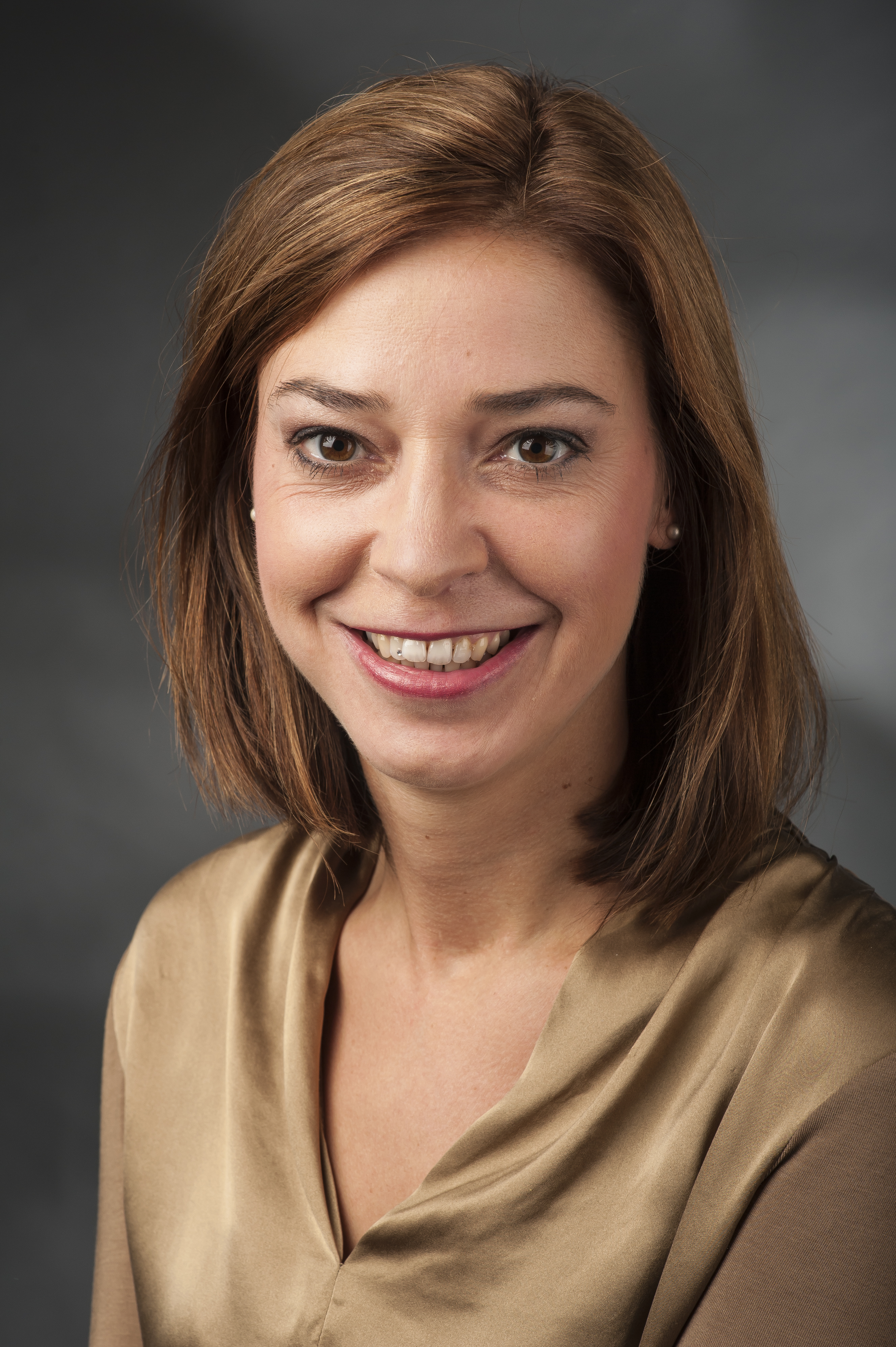
Yvonne Magwas (CDU) Bundestagsvizepräsidentin
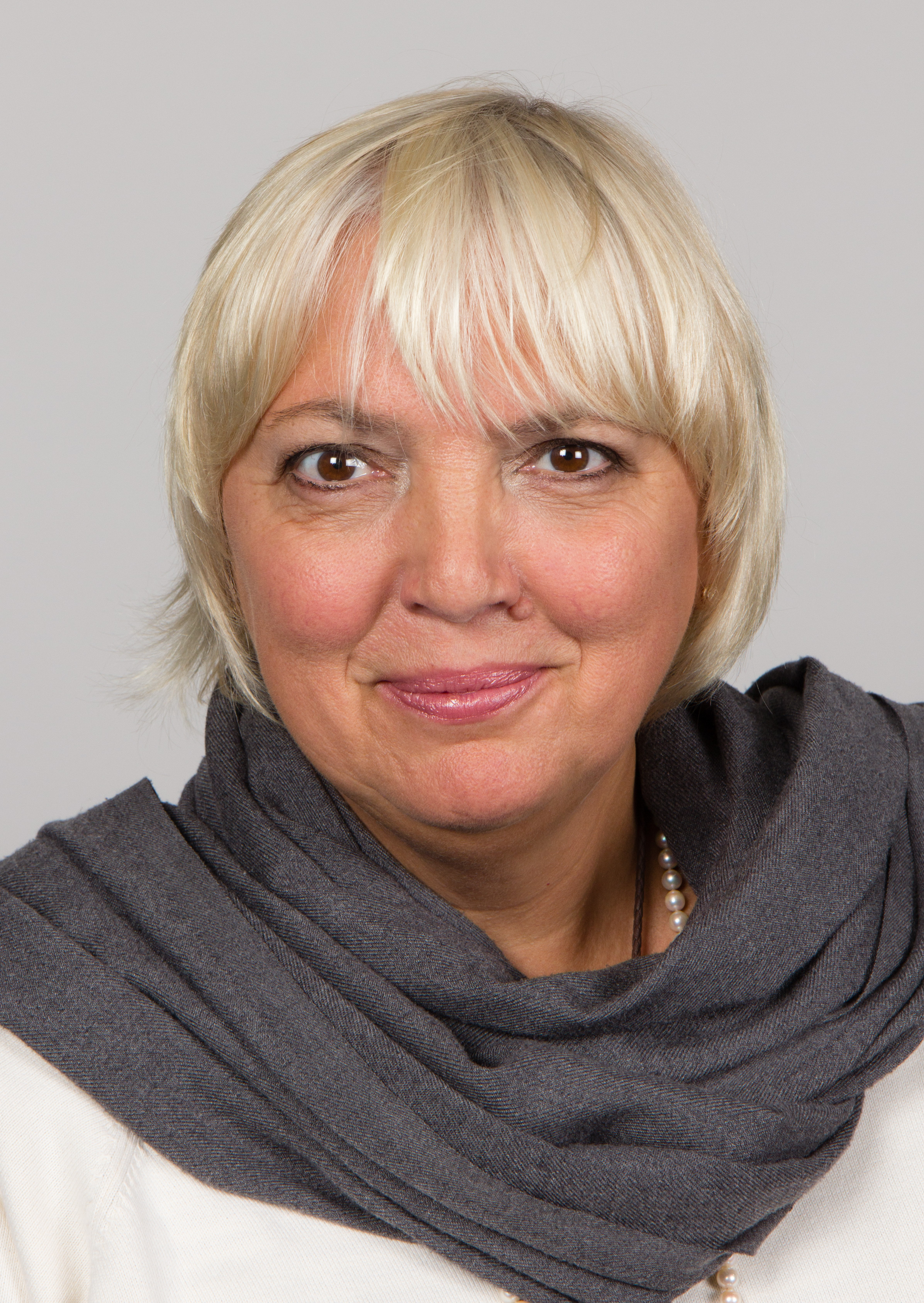
Claudia Roth (Grüne) Bundestagsvizepräsidentin (bis 8. Dezember 2021)
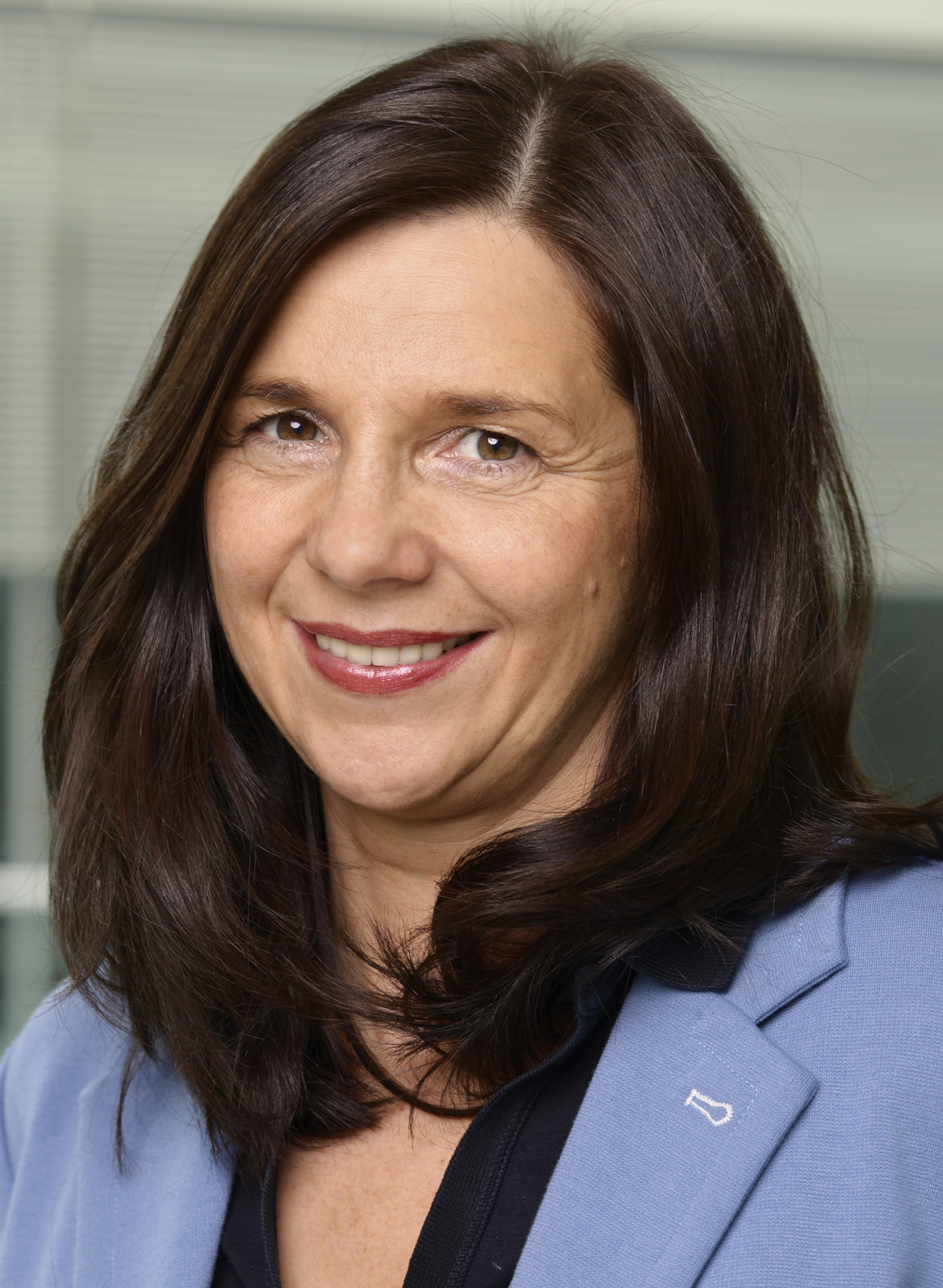
Katrin Göring-Eckardt (Grüne) Bundestagsvizepräsidentin (ab 9. Dezember 2021)
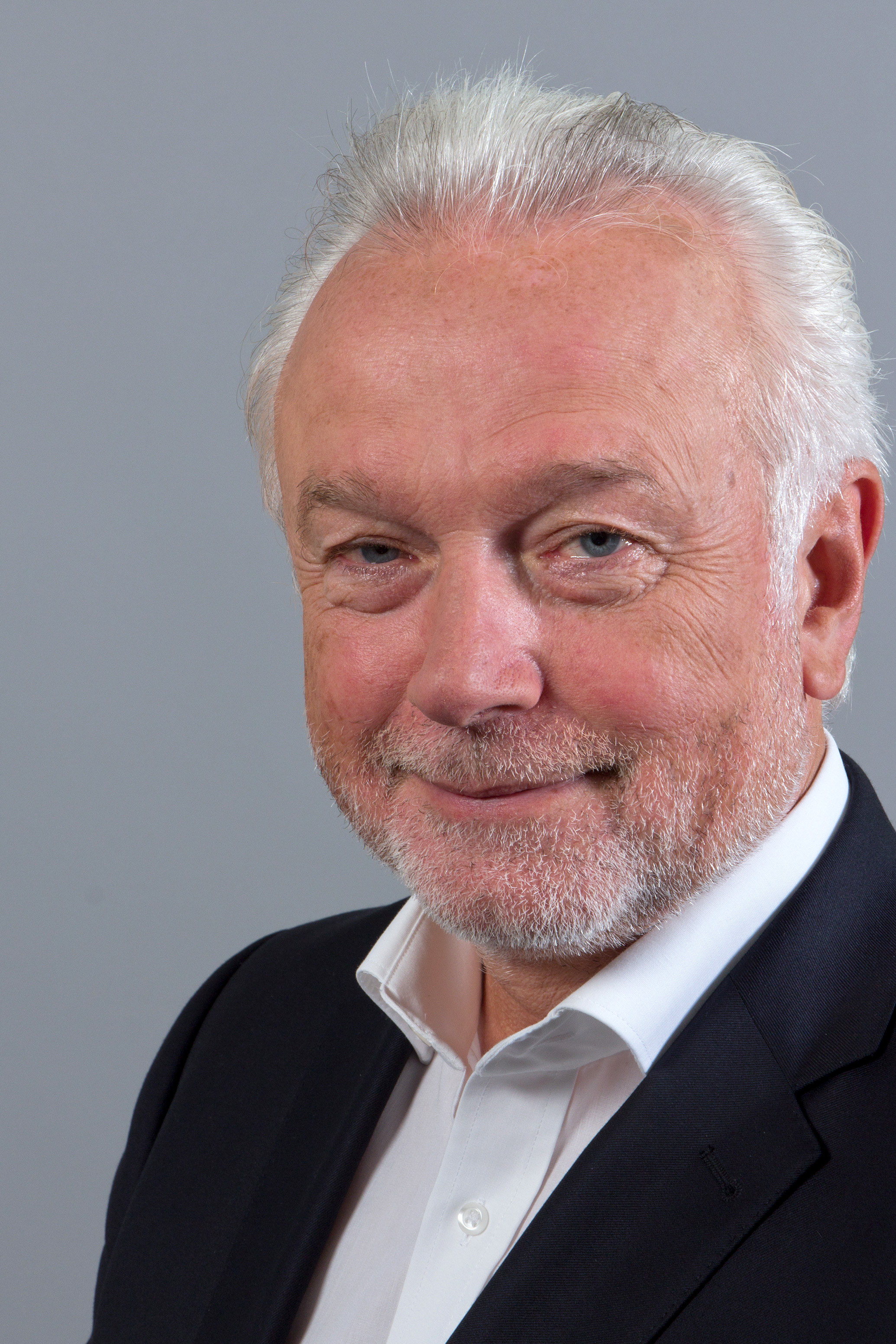
Wolfgang Kubicki (FDP) Bundestagsvizepräsident
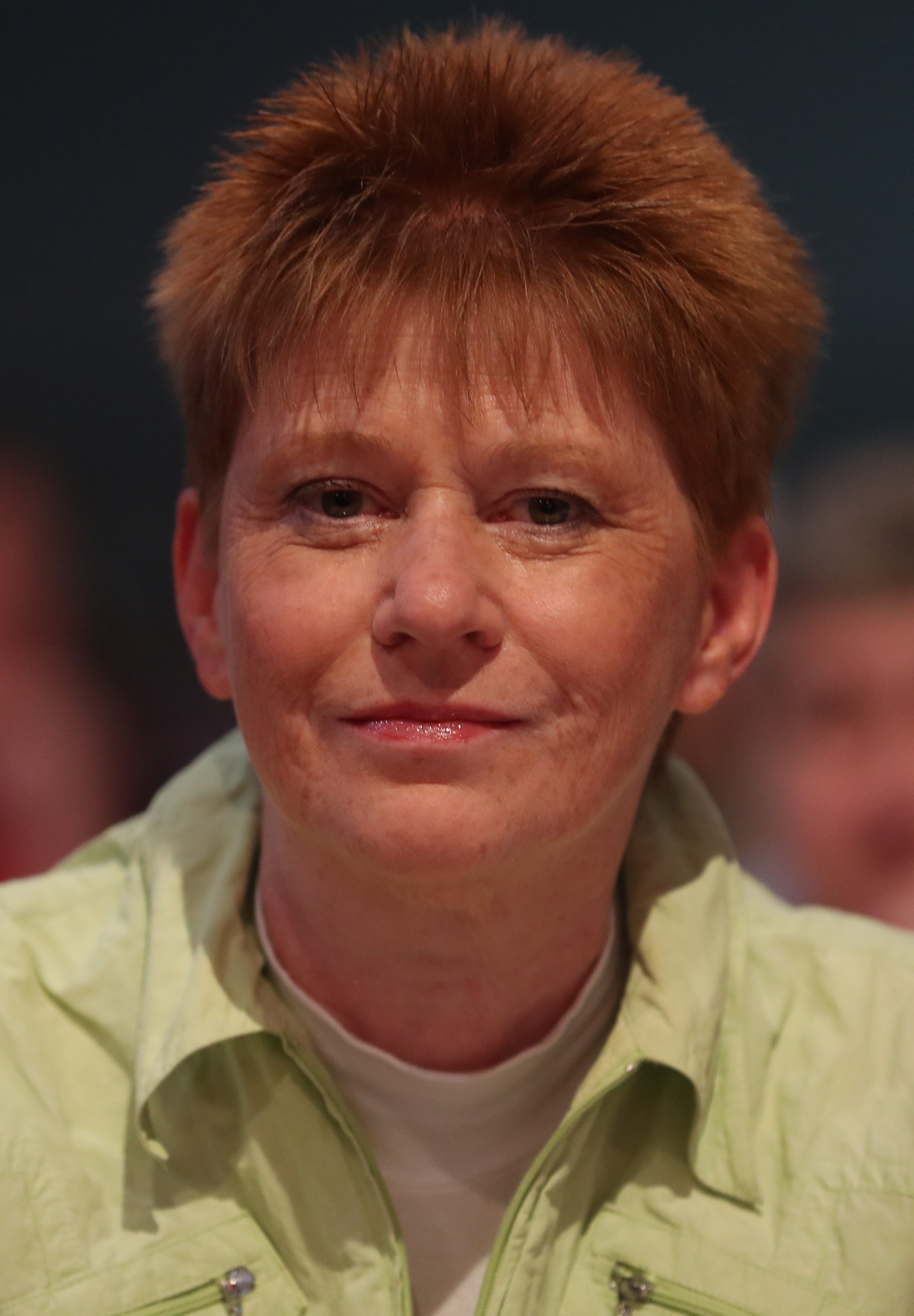
Petra Pau (Linke) Bundestagsvizepräsidentin

Die AfD-Fraktion im Deutschen Bundestag erhielt in der 20. Legislaturperiode des Deutschen Bundestages für keinen ihrer 27 Kandidaten die erforderliche Mehrheit.

### Wahl des Präsidenten des Bundestages
Die Wahl des Bundestagspräsidenten fand am 26. Oktober 2021 in der konstituierenden Sitzung des am 26. September 2021 neu gewählten Bundestags statt. Wegen der anhaltenden COVID-19-Pandemie galt für die Sitzung ein 3-G-Konzept.
Den Wahlvorgang – in geheimer Wahl – leitete der Alterspräsident Wolfgang Schäuble (CDU), der in der 19. Legislaturperiode Bundestagspräsident war. Als Gäste waren Bundespräsident Frank-Walter Steinmeier, Bundeskanzlerin Angela Merkel, die ehemalige Präsidentin des Deutschen Bundestages Rita Süssmuth sowie die ehemalige Präsidentin der ersten frei gewählten Volkskammer der DDR Sabine Bergmann-Pohl anwesend.
Die stärkste Fraktion hatte traditionell das Gewohnheitsrecht, den Bundestagspräsidenten zu stellen. Die SPD-Bundestagsfraktion schlug die Abgeordnete Bärbel Bas vor, eine Gegenkandidatur gab es nicht. Bei der Wahl wurden 724 Stimmen abgegeben, die Beschlussfähigkeit des 20. Deutschen Bundestages war damit festgestellt. Mit Ja stimmten 576 Abgeordnete, mit Nein 90 Abgeordnete, es gab 58 Enthaltungen. Bas erreichte damit die erforderliche Mehrheit von mindestens 369 Stimmen und war damit zur Präsidentin des 20. Deutschen Bundestages gewählt; sie nahm die Wahl an.
| Kandidat   | Partei | Ja  | Nein | Enthaltungen | Ungültig |
| ---------- | ------ | --- | ---- | ------------ | -------- |
| Bärbel Bas | SPD    | 576 | 90   | 58           | 0        |

### Wahl der Stellvertreter
Nach der Übernahme des Amtes der Bundestagspräsidentin leitete Bärbel Bas die weitere 1. Sitzung des Deutschen Bundestags am 26. Oktober 2021 mit der Festlegung der Zahl der Stellvertreter und deren Wahl. Der Bundestag legte anschließend die Zahl der Stellvertreter auf sechs fest.
Es kandidierten Aydan Özoğuz (SPD), Yvonne Magwas (Union), Claudia Roth (Bündnis 90/Die Grünen), Wolfgang Kubicki (FDP), Michael Kaufmann (AfD) und Petra Pau (Die Linke), die jeweils von ihren Fraktionen vorgeschlagen worden sind. Für eine Wahl war jeweils eine Mehrheit der 736 Abgeordneten (also 369 Stimmen) nötig. In geheimer Wahl wurden 727 Stimmen abgegeben.
Auf Aydan Özoğuz entfielen 544 Ja-Stimmen, 127 Nein-Stimmen, 55 Enthaltungen und eine ungültige Stimme. Auf Yvonne Magwas entfielen 600 Ja-Stimmen, 62 Nein-Stimmen, 60 Enthaltungen und fünf ungültige Stimmen.  Auf Claudia Roth entfielen 565 Ja-Stimmen, 111 Nein-Stimmen, 50 Enthaltungen und eine ungültige Stimme. Auf Wolfgang Kubicki entfielen 564 Ja-Stimmen, 91 Nein-Stimmen, 69 Enthaltungen und drei ungültige Stimmen. Auf Michael Kaufmann entfielen 118 Ja-Stimmen, 553 Nein-Stimmen, 29 Enthaltungen und 27 ungültige Stimmen. Auf Petra Pau entfielen 484 Ja-Stimmen, 163 Nein-Stimmen, 76 Enthaltungen und vier ungültige
Stimmen. Aydan Özoğuz, Yvonne Magwas, Claudia Roth, Wolfgang Kubicki und Petra Pau hatten die erforderliche Mehrheit erreicht und waren damit zu Stellvertreterinnen und Stellvertretern der Präsidentin gewählt, sie nahmen die Wahl an. Michael Kaufmann hatte die erforderliche Mehrheit nicht erreicht.
Nach einer ca. halbstündigen Sitzungsunterbrechung, auf Antrag der AfD-Fraktion, erklärte Bernd Baumann, dass die AfD an diesem Tag keinen weiteren Wahlgang wünsche.
| Kandidat         | Partei | Ja  | Nein | Enthaltungen | Ungültig |
| ---------------- | ------ | --- | ---- | ------------ | -------- |
| Aydan Özoğuz     | SPD    | 544 | 127  | 55           | 01       |
| Yvonne Magwas    | CDU    | 600 | 062  | 60           | 05       |
| Claudia Roth     | Grüne  | 565 | 111  | 50           | 01       |
| Wolfgang Kubicki | FDP    | 564 | 091  | 69           | 03       |
| Michael Kaufmann | AfD    | 118 | 553  | 29           | 27       |
| Petra Pau        | Linke  | 484 | 163  | 76           | 04       |

Nachdem die bisherige Vizepräsidentin Claudia Roth (Bündnis 90/Die Grünen) von Bundeskanzler Olaf Scholz zur Staatsministerin für Kultur und Medien ernannt worden war, trat als ihre Nachfolgerin am 9. Dezember 2021 die ehemalige Fraktionsvorsitzende und Vizepräsidentin des Deutschen Bundestages Katrin Göring-Eckardt an. Sie wurde im ersten Wahlgang mit 501 Stimmen zur Stellvertreterin der Präsidentin des Deutschen Bundestages gewählt. Der im ersten Wahlgang gescheiterte Kandidat der AfD-Fraktion im Deutschen Bundestag Michael Kaufmann trat am selben Tag für einen zweiten (94 Ja-Stimmen) und am 7. April 2022 für einen dritten Wahlgang (95 Ja-Stimmen) an. Er erreichte auch in diesen beiden Wahlgängen nicht die erforderliche Mehrheit an Stimmen und war damit nicht als Stellvertreter der Präsidentin des Deutschen Bundestages gewählt.
Als weitere Kandidaten der AfD scheiterten in der Folge auch Malte Kaufmann in zwei Wahlgängen (92 bzw. 106 Ja-Stimmen) sowie Peter Boehringer (100 Ja-Stimmen), Stephan Protschka (83 Ja-Stimmen), Sebastian Münzenmaier (95 Ja-Stimmen), Gerold Otten (99 Ja-Stimmen), Stephan Brandner (78 Ja-Stimmen), Kay-Uwe Ziegler (87 Ja-Stimmen), Tobias Matthias Peterka (78 Ja-Stimmen), Edgar Naujok (81 Ja-Stimmen), Mariana Harder-Kühnel (85 Ja-Stimmen), Jörg Schneider (90 Ja-Stimmen), Hannes Gnauck (81 Ja-Stimmen), Martin Renner (89 Ja-Stimmen), Jürgen Braun (88 Ja-Stimmen), Mike Moncsek (87 Ja-Stimmen), Marc Bernhard (91 Ja-Stimmen), Jan Nolte (86 Ja-Stimmen), Gereon Bollmann (84 Ja-Stimmen), Jörn König (88 Ja-Stimmen), Rainer Kraft (81 Ja-Stimmen), Wolfgang Wiehle (92 Ja-Stimmen), Karsten Hilse (78 Ja-Stimmen), Norbert Kleinwächter (86 Ja-Stimmen), Stefan Keuter (75 Ja-Stimmen), Dirk Brandes (65 Ja-Stimmen) und Thomas Dietz (77 Ja-Stimmen) im jeweils ersten Wahlgang, da sie nicht die erforderliche Mehrheit erhielten.
Die AfD-Fraktion im Deutschen Bundestag, der 76 Abgeordnete angehörten (Dezember 2024), erhielt in der 20. Legislaturperiode des Deutschen Bundestages für keinen ihrer Kandidaten die erforderliche Mehrheit. Seit 2017 scheiterte die AfD damit in allen Wahlgängen. Die AfD-Fraktion hatte sich im Wege des Organstreits dagegen gewandt, dass keiner der von ihr vorgeschlagenen Abgeordneten zum Stellvertreter des Präsidenten des 19. Deutschen Bundestages gewählt worden ist und dass der Deutsche Bundestag keine prozeduralen Vorkehrungen zum Schutz vor einer Nichtwahl aus sachwidrigen Gründen geschaffen hatte; dieses erklärte das Bundesverfassungsgericht am 22. März 2022 als offensichtlich unbegründet. Das Bundesverfassungsgericht schrieb in dem Beschluss: „Die freie Wahl entspricht dem freien Mandat der Abgeordneten nach Art. 38 Abs. 1 Satz 2 GG und dem Demokratieprinzip nach Art. 20 Abs. 1 und Abs. 2 GG. […] Mit einer freien Wahl im Sinne des Art. 40 Abs. 1 Satz 1 GG wäre es unvereinbar, wenn eine Fraktion das Recht auf ein bestimmtes Wahlergebnis hätte.“
Nach der Auflösung der Fraktion Die Linke im Bundestag stellte die CDU/CSU-Fraktion im Deutschen Bundestag am 12. Dezember 2023 den Antrag, der Deutsche Bundestag solle bekräftigen, dass alle Mitglieder des Präsidiums einer Fraktion angehören müssen, der Ausschuss für Wahlprüfung, Immunität und Geschäftsordnung solle die Regelungen dazu in der Geschäftsordnung des Deutschen Bundestages klarstellen. Die AfD-Fraktion im Deutschen Bundestag stellte am 13. Dezember 2023 den Antrag, der Deutsche Bundestag solle die Abgeordnete Petra Pau auffordern, vom Amt der Vizepräsidentin zurückzutreten. Beide Anträge wurden im Plenum am 13. Dezember 2023 beraten; der Antrag der CDU/CSU wurde gegen die Stimmen von CDU/CSU und AfD abgelehnt, der Antrag der AfD wurde gegen die Stimmen der AfD abgelehnt.
| Datum              | Kandidat                | Partei | Wahlgang  | Ja  | Nein | Enthaltungen | Ungültig |
| ------------------ | ----------------------- | ------ | --------- | --- | ---- | ------------ | -------- |
| 9. Dezember 2021   | Katrin Göring-Eckardt   | Grüne  | 1.        | 501 | 140  | 48           | 0        |
| 9. Dezember 2021   | Michael Kaufmann        | AfD    | 2. Anm. 1 | 094 | 572  | 21           | 2        |
| 7. April 2022      | Michael Kaufmann        | AfD    | 3. Anm. 1 | 095 | 538  | 15           | 0        |
| 19. Mai 2022       | Malte Kaufmann          | AfD    | 1.        | 092 | 556  | 19           | 4        |
| 22. September 2022 | Malte Kaufmann          | AfD    | 2.        | 106 | 545  | 13           | 0        |
| 20. Oktober 2022   | Peter Boehringer        | AfD    | 1.        | 100 | 533  | 14           | 0        |
| 10. November 2022  | Stephan Protschka       | AfD    | 1.        | 083 | 579  | 14           | 1        |
| 15. Dezember 2022  | Sebastian Münzenmaier   | AfD    | 1.        | 095 | 557  | 09           | 0        |
| 19. Januar 2023    | Gerold Otten            | AfD    | 1.        | 099 | 571  | 20           | 0        |
| 9. Februar 2023    | Stephan Brandner        | AfD    | 1.        | 078 | 592  | 08           | 2        |
| 16. März 2023      | Kay-Uwe Ziegler         | AfD    | 1.        | 087 | 573  | 10           | 0        |
| 20. April 2023     | Tobias Matthias Peterka | AfD    | 1.        | 078 | 586  | 15           | 0        |
| 25. Mai 2023       | Edgar Naujok            | AfD    | 1.        | 081 | 563  | 21           | 0        |
| 15. Juni 2023      | Mariana Harder-Kühnel   | AfD    | 1.        | 085 | 563  | 21           | 0        |
| 7. September 2023  | Jörg Schneider          | AfD    | 1.        | 090 | 576  | 17           | 0        |
| 28. September 2023 | Hannes Gnauck           | AfD    | 1.        | 081 | 571  | 13           | 3        |
| 19. Oktober 2023   | Martin Renner           | AfD    | 1.        | 089 | 579  | 12           | 0        |
| 9. November 2023   | Jürgen Braun            | AfD    | 1.        | 088 | 566  | 07           | 0        |
| 14. Dezember 2023  | Mike Moncsek            | AfD    | 1.        | 087 | 556  | 14           | 0        |
| 18. Januar 2024    | Marc Bernhard           | AfD    | 1.        | 091 | 572  | 17           | 0        |
| 22. Februar 2024   | Jan Nolte               | AfD    | 1.        | 086 | 560  | 14           | 0        |
| 21. März 2024      | Gereon Bollmann         | AfD    | 1.        | 084 | 578  | 15           | 0        |
| 25. April 2024     | Jörn König              | AfD    | 1.        | 088 | 562  | 15           | 0        |
| 6. Juni 2024       | Rainer Kraft            | AfD    | 1.        | 081 | 540  | 11           | 1        |
| 4. Juli 2024       | Wolfgang Wiehle         | AfD    | 1.        | 092 | 565  | 17           | 0        |
| 12. September 2024 | Karsten Hilse           | AfD    | 1.        | 078 | 552  | 14           | 1        |
| 10. Oktober 2024   | Norbert Kleinwächter    | AfD    | 1.        | 086 | 556  | 10           | 0        |
| 14. November 2024  | Stefan Keuter           | AfD    | 1.        | 075 | 559  | 17           | 1        |
| 19. Dezember 2024  | Dirk Brandes            | AfD    | 1.        | 065 | 546  | 14           | 0        |
| 30. Januar 2025    | Thomas Dietz            | AfD    | 1.        | 077 | 553  | 08           | 1        |